# Frank Sando
Frank Dennis Sando (né le 14 mars 1931 à Maidstone et mort le 13 octobre 2012 dans sa ville natale) est un athlète britannique, spécialiste des courses de fond.

## Biographie
Il s'illustre dans l'épreuve du cross-country en remportant à deux reprises le Cross des nations, en 1955 et 1957, et en s'adjugeant trois médailles d'argent et une médaille de bronze de 1953 à 1959. 
Sur piste, Frank Sando décroche la médaille de bronze du 10 000 mètres lors des Championnats d'Europe de 1954, à Berne, en terminant derrière le Tchécoslovaque Emil Zátopek et le Hongrois József Kovács. Il remporte également deux médailles lors des Jeux de l'Empire britannique et du Commonwealth de 1954, l'argent sur 6 miles et le bronze sur 3 miles.

### Palmarès
| Date | Compétition           | Lieu            | Résultat | Épreuve  |
| ---- | --------------------- | --------------- | -------- | -------- |
| 1952 | Jeux olympiques       | Helsinki        | 5e       | 10 000 m |
| 1953 | Cross des nations     | Paris           | 2e       | Cross    |
| 1954 | Jeux du Commonwealth  | Vancouver       | 3e       | 3 miles  |
| 1954 | Jeux du Commonwealth  | Vancouver       | 2e       | 6 miles  |
| 1954 | Championnats d'Europe | Berne           | 3e       | 10 000 m |
| 1955 | Cross des nations     | Saint-Sébastien | 1er      | Cross    |
| 1956 | Cross des nations     | Belfast         | 2e       | Cross    |
| 1956 | Jeux olympiques       | Melbourne       | 10e      | 10 000 m |
| 1957 | Cross des nations     | Waregem         | 1er      | Cross    |
| 1958 | Cross des nations     | Cardiff         | 3e       | Cross    |
| 1959 | Cross des nations     | Lisbonne        | 2e       | Cross    |

### Records
| Épreuve  | Performance   | Lieu    | Date              |
| -------- | ------------- | ------- | ----------------- |
| 5 000 m  | 14 min 11 s 2 | Londres | 21 septembre 1955 |
| 10 000 m | 29 min 27 s 6 | Berne   | 25 août 1954      |